# 看護助手のナナちゃん
『看護助手のナナちゃん』（かんごじょしゅのナナちゃん）は、野村知紗による日本の漫画作品。『ビッグコミックオリジナル増刊号』（小学館）にて2009年5月号より、『ビッグコミックオリジナル』（小学館）にて2010年10号より、並行連載中。広島市の病院に看護助手として勤務する女子による勤務奮闘記。野村が看護助手として勤務していた実経験から描かれている作品。同誌で連載している『テツぼん』にもゲスト出演していた。作者の野村のデビュー作である。
2013年、「第3回広島本大賞」にノミネートされる。

## あらすじ
看護助手であるナナは、日々様々な患者と出会い別れる日常を送っている、そんなナナちゃんの日常は、喜びや悲しみが詰まっています。たくさん笑ったことも、ちょっぴり涙したことも全部大切なたからもの。実話をもとにしたハートフルストーリー。

## 登場人物

### 主人公
ナナの勤務する病院を中心に物語が展開する。
ナナ
広島市内の病院に勤務する看護助手。甘いもの大好き。制服には仕事道具のハサミ、ボールペン（無くすので数本）、メモ帳、マジックペン、綿棒（抗菌個包装）、爪切りとたくさん入っている。

### 病院関係者
ナナの勤務する病院の同僚・上司・部下たちなど。
花園（はなぞの）
ナナの先輩。結婚して、子供もいる。

主任
ナナの上司。

梶田（かじた）
8巻から登場。27歳、新卒の介護福祉士。ナナの後輩となる。
ハナ
9巻から登場、団子ヘアの女子看護助手。2年前までナナたちの同僚で、その後は母の介護をしていたが半年前に臨終したので、ナナたちの職場に復帰した。

### 常連患者
ナナの勤務する病院でほぼ「ヌシ」となっている患者たち。
角田
常連の患者さんで、焼き鳥が大好物な老婆。しかるに医者に止められ、食べようとしてよくナナに怒られる。

源二郎（げんじろう）
常連の患者さんのお爺さんで、レール柵のような髪型。

佐々山（ささやま）
常連の患者さんの老婆で、アナログ電話線のような髪型。最近は認知症にかかっている。

山崎（やまざき）
常連の患者さんのお爺さんで、白髪の人。

安田（やすだ）
中年男性患者で禿げている。酒好きでこっそり飲んでは退院が延長になり、ナナに叱られる。心配して友人の立花が見舞いに駆けつけてきた。立花とは「俳句の会」仲間である。
その後、肝硬変が進化している。彼によれば離婚した元嫁は再婚したという。
腹水を防いで退院することになったが、嫁のいない家よりナナたちのいる病院にいたいという。

### その他の人物
ナナの勤務する病院に関わるその他の人々。
徹（とおる）
以前怪我をしていた男の子。角田と仲が良い。ナナのことを「アホナナ」と呼ぶツンデレ。ナナはそんな彼をからかうのが趣味。
ナナの祖母
常連の患者さんで、彼女から指輪をもらったナナはその肩身を、彼女の誕生日にはめる。
町子（まちこ）
患者さんの老婆で、末期がんを持つ。銀髪の85歳。家族・関係者に頼んで見舞いを断っている。弟・昌夫（まさお）、友人女性・せっちゃんがいる。
多田（ただ）親子
足を骨折している白髪の老婆、72歳。杖を使いなくないと強情を張っていたが、娘がくれたかわいい杖をナナたちがほめてくれたので使うようになった。
田畑（たばた）
56歳の女性患者。転んで足首を骨折、手術をした。寂しがりやなので、ナナがフォローしている。
高柳（たかやなぎ）
77歳の男性患者で、黒髪。妻と二人暮らしであったが、退院後は息子夫婦と二世帯暮らしとなる。
美優（みゆ）
14歳の少女、足を骨折して入院。5年生の時に父と死別して母子家庭となる。
近藤（こんどう）
患者の女性。夫と二人暮らし。
近田（ちかた）
片足車いすの男性患者。68歳。ナナたち若い女性にセクハラする常習犯。
佐々木（ささき）
若い男性患者。自分で体ふけるのにナナに吹かせては、他の職員に叱られている。
政子（まさこ）
女性患者。夜眠れなくて号泣してしまい、ナナにフォローされる。
大竹（おおたけ）
高齢の男性患者。毎日の点滴を嫌がる。
マメ
高齢の女性患者。
しげる
100歳の男性患者。80歳まで洋食店のシェフを務めていた。戦時中は海軍のコックであった。彼の手料理を食べた若い水兵は戦死したが、彼らのようにお腹いっぱいにしたいと洋食店を開業した。その後、臨終した。
ハル
3人の孫がいる、高齢の女性患者。その後、臨終した。
寅さん
佐々山に見舞いに日参する若い男性。
勇蔵（ゆうぞう）
太い眉毛の高齢の男性患者。空手の名手で、ナナに空手を教えている。しばらくして退院した。
大和（やまと）
56歳、肝硬変を持つ男性患者。酒と競馬が趣味なのがナナにとっての悩み。恐妻家でナナの同僚職員に「奥さんに言いつけますよ」と脅されるのが苦手。
遠藤（えんどう）
いじっぱりな高齢の男性患者。
三田（みた）
83歳の男性患者。肺病で入院。病院内に将棋を流行らせた。だが、しばらくして臨終した。角田と仲が良かった。
けいた
6歳の男児患者。事故で左手複雑骨折。やんちゃをしては主任に良く叱られるので、内緒で「おにしゅにんさん」の似顔絵を描き、ナナにだけ見せた。
あき子
69歳の女性患者。腹壁ヘルニアを患っている。
のい
87歳の女性患者。転んで骨折してリハビリ中。必須アイテムはキンカン。
サチ
43歳の女性患者。引っ越して足に本を落として骨折。
ハス子
56歳の女性患者。事故で下半身不随。下半身の世話をされるのが怖いという。
春日（かすが）
70歳の女性患者。肺病で入院。夫と死別。
藤谷（ふじたに）
74歳の女性患者。転んで右手、右足を骨折。
神田（かんだ）
42歳の女性患者。がんが見つかった時には余命半年で、夫と娘（小学4年生）に看取られて夭折。
明美（あけみ）
72歳の女性患者。胃の病気で入院、近く退院するが入院中にお彼岸が終わるのを残念がる。
杉作（すぎさく）
86歳の男性患者。野菜を「草」だといってずっと嫌っていて60年も食べない。ナナが芋を食べさせようとすると、戦争を思い出してしまい号泣する。
真砂美（まさみ）
52歳の女性患者。胃潰瘍で入院。家では庭いじりをしている。
戸田圭子（とだ けいこ）
62歳の女性患者。ポリープを摘出して間もなく退院する。障碍者であった息子が今年、34歳で死んだという。娘と孫息子がいる。
清子（きよこ）
85歳の女性患者、足首の手術をした。入院前は家事の事はすべてこなしていたので、病院での対応に驚く。退院前に夫が一人で家事をできるようになった。
由美子（ゆみこ）
60歳の女性患者。心臓の病気。親族が1～3月に死ぬので、「自分も桜の季節に死ぬかも」と思っていた。
神川（かみかわ）
76歳の女性患者。末期がん。宅療養に転じて退院。
しず
80歳の女性患者。雪の日に滑って骨折して入院。初恋相手は近所の年上の男性であったが、別の人と結婚されてしまい、今の夫と結婚した。
兼美（かねみ）
53歳の女性患者。糖尿病。シンママとして一人息子を育てた。
政子（まさこ）
75歳の女性患者。心臓の病気。3週間入院していたが、老い先短いのを嘆いていた。毎日、日記を書いている。孫がいる。
駒子（こまこ）
55歳の女性患者。風邪をこじらせて入院していた。49歳の時に夫とランニングを始めた。
空次郎（そらじろう）
84歳の男性患者。胸の病気。妻は老人ホームにいる。
北村（きたむら）
35歳の女性患者。急性胃腸炎で入院。娘がいる。
カズエ
85歳の女性患者。心臓の病気。夫はすでに鬼籍に入っている。孫が就職活動中。

## 書誌情報
- 野村知紗『看護助手のナナちゃん』小学館〈ビッグコミックス〉、既刊12巻（2023年4月28日現在）
  1. 2011年3月30日発売[4]、ISBN 978-4-09-183780-6
  2. 2012年1月30日発売[5]、ISBN 978-4-09-184378-4
  3. 2013年7月30日発売[6][7]、ISBN 978-4-09-185470-4
  4. 2014年9月30日発売[8]、ISBN 978-4-09-186507-6
  5. 2015年7月30日発売[9]、ISBN 978-4-09-187137-4
  6. 2016年8月30日発売[10]、ISBN 978-4-09-187823-6
  7. 2017年12月27日発売[11]、ISBN 978-4-09-189772-5
  8. 2018年5月30日発売[12]、ISBN 978-4-09-860010-6
  9. 2018年11月30日発売[13]、ISBN 978-4-09-860176-9
  10. 2019年9月30日発売[14]、ISBN 978-4-09-860439-5
  11. 2020年10月30日発売[15]、ISBN 978-4-09-860815-7
  12. 2023年4月28日発売（患者さんとの日々）、ISBN 978-4098618255